# Cuilian He
Cuilian He, née en 1991 à Jiangxi, est une grimpeuse chinoise. 

## Palmarès

### Championnats du monde
- 2009 à Qinghai,  Chine
  -  Médaille d'or en vitesse

### Championnats d'Asie
- 2010
  -  Médaille d'or en vitesse

### Rock Master d'Arco
- en 2010